# Martin County, Texas
Martin County är ett administrativt område i delstaten Texas, USA, med 4 799 invånare (2010). Den administrativa huvudorten (county seat) är Stanton. 

## Geografi
Enligt United States Census Bureau så har countyt en total area på 2 372 km². 2 370 km² av den arean är land och 3 km² är vatten.

### Angränsande countyn
- Dawson County - norr
- Howard County - öster
- Glasscock County - sydost
- Midland County - söder
- Andrews County - väster
- Gaines County - nordväst